# Cúp AFC 2005
AFC Cup 2005 là phiên bản thứ hai của AFC Cup, được tổ chức cho các câu lạc bộ đến từ các hiệp hội thành viên của Liên đoàn bóng đá châu Á.

## Các đội tham dự
9 hiệp hội của các quốc gia 'đang phát triển' của Liên đoàn bóng đá châu Á đã được mời đề cử một hoặc hai câu lạc bộ tham gia giải đấu năm 2005.
Trung & Tây Á
| Jordan (2)       | Al-Faisaly (Amman) (vô địch Jordan League 2003–04 & Jordan FA Cup 2003–04) Al-Hussein (Irbid) (á quân Jordan League 2003–04) |
| Lebanon (2)      | Al-Nejmeh Beirut (vô địch Lebanese Premier League 2003–04) Al Ahed Beirut (vô địch Lebanese FA Cup 2004)                     |
| Turkmenistan (2) | Nebitçi Balkanabat (vô địch Turkmenistan League 2004 & Turkmenistan Cup 2004) Nisa Aşgabat (á quân Turkmenistan League 2004) |

Đông Á
| Bangladesh (2) | Brothers Union Dhaka (vô địch Bangladesh National Football Championship 2004) Muktijoddha Sangsad Dhaka (á quân Bangladesh National Football Championship 2004) |
| Hồng Kông (2)  | Sun Hei (vô địch Hong Kong First Division League 2003–04) Happy Valley (vô địch Hong Kong FA Cup 2004)                                                          |
| Ấn Độ (2)      | East Bengal Club Calcutta (vô địch Indian National Football League 2003–04) Dempo SC Goa (vô địch Indian Federation Cup 2004)                                   |
| Malaysia (2)   | Pahang FA (vô địch Super League Malaysia 2004) Perak FA (vô địch Malaysian FA Cup 2004)                                                                         |
| Maldives (2)   | Club Valencia (vô địch Dhivehi League 2004 & Maldives FA Cup 2004) New Radiant (á quân Dhivehi League 2004)                                                     |
| Singapore (2)  | Tampines Rovers FC (vô địch S.League 2004 & Singapore Cup 2004) Home United FC (á quân S.League 2004)                                                           |

## Vòng bảng
Chú thích:
- Màu xanh: Lọt vào vòng tứ kết.

### Bảng A
| Đội                       | ST | T | H | B | BT | BB | HS  | Đ  |
| ------------------------- | -- | - | - | - | -- | -- | --- | -- |
| Al-Faisaly (Amman)        | 6  | 4 | 2 | 0 | 15 | 5  | +10 | 14 |
| Nebitçi Balkanabat        | 6  | 2 | 2 | 2 | 11 | 11 | 0   | 8  |
| East Bengal Club Calcutta | 6  | 2 | 1 | 3 | 6  | 11 | −5  | 7  |
| Muktijoddha Sangsad Dhaka | 6  | 1 | 1 | 4 | 3  | 8  | −5  | 4  |

| Al-Faisaly (Amman) | 1–1 | Nebitçi Balkanabat   |
| ------------------ | --- | -------------------- |
| Mo'ayyad Salim 6'  |     | Hojaahmet Arazov 56' |

| East Bengal Club Calcutta | 0–0 | Muktijoddha Sangsad Dhaka |
| ------------------------- | --- | ------------------------- |
|                           |     |                           |

| Nebitçi Balkanabat                                            | 3–2 | East Bengal Club Calcutta              |
| ------------------------------------------------------------- | --- | -------------------------------------- |
| Vitaliy Alikperov 1' Rowshen Meredov 60' Hojaahmet Arazov 83' |     | Marcos Secco 52' Baichung Bhutia 90+2' |

| Muktijoddha Sangsad Dhaka | 0–3 | Al-Faisaly (Amman)                                |
| ------------------------- | --- | ------------------------------------------------- |
|                           |     | Mo'ayyad Salim 35' Abdel-Hadi Al-Maharmeh 62',??' |

| Nebitçi Balkanabat | 0–1 | Muktijoddha Sangsad Dhaka |
| ------------------ | --- | ------------------------- |
|                    |     | Enamul Haque 90+3'        |

| Al-Faisaly (Amman)                              | 5–0 | East Bengal Club Calcutta |
| ----------------------------------------------- | --- | ------------------------- |
| Mo'ayyad Salim 13',43',73' Saman Halasa 50',69' |     |                           |

| East Bengal Club Calcutta | 0–1 | Al-Faisaly (Amman)   |
| ------------------------- | --- | -------------------- |
|                           |     | Hatem Aqel 31' (pen) |

| Muktijoddha Sangsad Dhaka       | 1–2 | Nebitçi Balkanabat             |
| ------------------------------- | --- | ------------------------------ |
| Yagmyrmrat Annamyradov 72' (og) |     | Vitaliy Alikperov 4',39' (pen) |

| Nebitçi Balkanabat | 3–3 | Al-Faisaly (Amman) |
| ------------------ | --- | ------------------ |
|                    |     |                    |

| Muktijoddha Sangsad Dhaka | 0–1 | East Bengal Club Calcutta |
| ------------------------- | --- | ------------------------- |
|                           |     | Bijen Singh 75'           |

| East Bengal Club Calcutta    | 3–2 | Nebitçi Balkanabat                      |
| ---------------------------- | --- | --------------------------------------- |
| Earnest Jeremiah 28',57',63' |     | Farhat Bazarov 53' Hojaahmet Arazov 88' |

| Al-Faisaly (Amman)     | 2–1 | Muktijoddha Sangsad Dhaka |
| ---------------------- | --- | ------------------------- |
| Mo'ayyad Salim 12',24' |     | Habimana Hery 48'         |

### Bảng B
| Đội                | ST | T | H | B | BT | BB | HS | Đ |
| ------------------ | -- | - | - | - | -- | -- | -- | - |
| Al-Hussein (Irbid) | 4  | 3 | 0 | 1 | 11 | 4  | +7 | 9 |
| Al Ahed Beirut     | 4  | 3 | 0 | 1 | 6  | 6  | 0  | 9 |
| Dempo SC Goa       | 4  | 0 | 0 | 4 | 0  | 7  | −7 | 0 |

| Al Ahed Beirut        | 1–0 | Dempo SC Goa |
| --------------------- | --- | ------------ |
| Armen Shahgeldyan 55' |     |              |

| Al-Hussein (Irbid)                                                  | 4–0 | Al Ahed Beirut |
| ------------------------------------------------------------------- | --- | -------------- |
| Ibrahim Al-Riahneh 28',38' Abdullah Al-Sheyab 52' Omar Athamneh 83' |     |                |

| Dempo SC Goa | 0–3 | Al-Hussein (Irbid)                                         |
| ------------ | --- | ---------------------------------------------------------- |
|              |     | Anas Al-Zboun 32' Ahmad Hatamleh 75' Mohammad Ehmoud 90+1' |

| Al-Hussein (Irbid)                       | 2–0 | Dempo SC Goa |
| ---------------------------------------- | --- | ------------ |
| Ibrahim Al-Riahneh 52' Anas Al-Zboun 80' |     |              |

| Dempo SC Goa | 0–1 | Al Ahed Beirut     |
| ------------ | --- | ------------------ |
|              |     | Hassan Maatouk 72' |

| Al Ahed Beirut                             | 4–2 | Al-Hussein (Irbid)                       |
| ------------------------------------------ | --- | ---------------------------------------- |
| Hassan Maatouk 28',30' Issam Ayoub 54',76' |     | Anas Al-Zboun 23' Abdullah Al-Sheyab 83' |

### Bảng C
| Đội                  | ST | T | H | B | BT | BB | HS | Đ  |
| -------------------- | -- | - | - | - | -- | -- | -- | -- |
| Al-Nejmeh Beirut     | 4  | 4 | 0 | 0 | 8  | 1  | +7 | 12 |
| Nisa Aşgabat         | 4  | 0 | 2 | 2 | 1  | 3  | −2 | 2  |
| Brothers Union Dhaka | 4  | 0 | 2 | 2 | 2  | 7  | −5 | 2  |

| Brothers Union Dhaka    | 1–1 | Nisa Aşgabat             |
| ----------------------- | --- | ------------------------ |
| Saiful Islam Khokon 86' |     | Dayanchgylych Urazov 17' |

| Al-Nejmeh Beirut                                             | 4–1 | Brothers Union Dhaka |
| ------------------------------------------------------------ | --- | -------------------- |
| Moussa Hojeij 1' Mohammad Qassas 3',13' Abbas Ahmed Atwi 86' |     | Mohd Masud Rana 24'  |

| Nisa Aşgabat | 0–1 | Al-Nejmeh Beirut    |
| ------------ | --- | ------------------- |
|              |     | Mohammed Qassas 86' |

| Al-Nejmeh Beirut     | 1–0 | Nisa Aşgabat |
| -------------------- | --- | ------------ |
| Abbas Ahmed Atwi 76' |     |              |

| Nisa Aşgabat | 0–0 | Brothers Union Dhaka |
| ------------ | --- | -------------------- |
|              |     |                      |

| Brothers Union Dhaka | 0–2 | Al-Nejmeh Beirut         |
| -------------------- | --- | ------------------------ |
|                      |     | Mohammed Ghaddar 44',82' |

### Bảng D
| Đội                | ST | T | H | B | BT | BB | HS | Đ  |
| ------------------ | -- | - | - | - | -- | -- | -- | -- |
| Sun Hei            | 6  | 3 | 3 | 0 | 12 | 5  | +7 | 12 |
| Tampines Rovers FC | 6  | 3 | 2 | 1 | 12 | 6  | +6 | 11 |
| Club Valencia      | 6  | 1 | 2 | 3 | 5  | 14 | −9 | 5  |
| Perak FA           | 6  | 1 | 1 | 4 | 7  | 11 | −4 | 4  |

| Sun Hei                                                                                  | 6–1 | Club Valencia       |
| ---------------------------------------------------------------------------------------- | --- | ------------------- |
| Carlo Andre Hartwig 59' Julius Pongla Akosah 59',73' Poon Man Tik 90+1' Chu Siu Kei 90+3 |     | Krisztian Kvasz 80' |

| Perak FA                           | 2–1 | Tampines Rovers FC |
| ---------------------------------- | --- | ------------------ |
| Keita Mandjou 38' Syamsul Saad 72' |     | Branko Hucika 22'  |

| Club Valencia  | 1–1 | Perak FA            |
| -------------- | --- | ------------------- |
| Ali Ashfaq 39' |     | Mohd Nor Ismail 41' |

| Tampines Rovers FC | 1–1 | Sun Hei                 |
| ------------------ | --- | ----------------------- |
| Aliff Shafaein 50' |     | Carlo Andre Hartwig 19' |

| Tampines Rovers FC | 1–0 | Club Valencia |
| ------------------ | --- | ------------- |
| Mirko Grabovac 12' |     |               |

| Perak FA | 0–1 | Sun Hei                  |
| -------- | --- | ------------------------ |
|          |     | Julius Pongla Akosah 71' |

| Club Valencia | 0–4 | Tampines Rovers FC                                                                 |
| ------------- | --- | ---------------------------------------------------------------------------------- |
|               |     | Ashraf Luthfy 48'(og) Mirko Grabovac 61' Mohd Noh Alam Shah 68' Aliff Shafaein 77' |

| Sun Hei                       | 2–1 | Perak FA            |
| ----------------------------- | --- | ------------------- |
| Julius Pongla Akosah 31', 87' |     | Chan Wing Hoong 37' |

| Club Valencia       | 1–1 | Sun Hei           |
| ------------------- | --- | ----------------- |
| Krisztian Kvasz 61' |     | Chu Siu Kei 90+5' |

| Tampines Rovers FC                                             | 4–2 | Perak FA                               |
| -------------------------------------------------------------- | --- | -------------------------------------- |
| Mohd Noh Alam Shah 5',82' Mirko Grabovac 32' Branko Hucika 41' |     | Abdoulaye Traoré 29' Keita Mandjou 56' |

| Sun Hei | 1–1 | Tampines Rovers FC |
| ------- | --- | ------------------ |
| ?????   |     | ?????              |

| Perak FA               | 1–2 | Club Valencia                        |
| ---------------------- | --- | ------------------------------------ |
| Syamsul Saad 37' (pen) |     | Mukhthar Naseer 45+1' · Ali Umar 84' |

### Bảng E
| Đội            | ST | T | H | B | BT | BB | HS  | Đ  |
| -------------- | -- | - | - | - | -- | -- | --- | -- |
| Home United FC | 6  | 4 | 1 | 1 | 13 | 5  | +8  | 13 |
| New Radiant    | 6  | 3 | 1 | 2 | 6  | 4  | +2  | 10 |
| Pahang FA      | 6  | 2 | 3 | 1 | 10 | 8  | +2  | 9  |
| Happy Valley   | 6  | 0 | 1 | 5 | 2  | 14 | −12 | 1  |

| New Radiant                          | 2–0 | Happy Valley |
| ------------------------------------ | --- | ------------ |
| Boyko Kamenov 44' Ibrahim Fazeel 83' |     |              |

| Home United FC                            | 2–1 | Pahang FA                  |
| ----------------------------------------- | --- | -------------------------- |
| Peres De Oliveira 23' Fahmie Abdullah 77' |     | Bernand Tchoutang 3' (pen) |

| Happy Valley | 0–1 | Home United FC        |
| ------------ | --- | --------------------- |
|              |     | Peres De Oliveira 74' |

| Pahang FA          | 1–0 | New Radiant |
| ------------------ | --- | ----------- |
| Hairuddin Omar 89' |     |             |

| New Radiant       | 1–0 | Home United FC |
| ----------------- | --- | -------------- |
| Idris Kasirye 40' |     |                |

| Happy Valley      | 1–1 | Pahang FA                  |
| ----------------- | --- | -------------------------- |
| Kwok Yue-hung 45' |     | Indra Putra Mahayuddin 62' |

| Home United FC                           | 2–0 | New Radiant |
| ---------------------------------------- | --- | ----------- |
| Egmar Goncalves 8' Peres De Oliviera 64' |     |             |

| Pahang FA                                                                | 3–1 | Happy Valley              |
| ------------------------------------------------------------------------ | --- | ------------------------- |
| Mohd Zulkifli Yusuf 25' Bernard Tchoutang 30' Indra Putra Mahayuddin 53' |     | Fábio Lopes Alcântara 21' |

| Happy Valley | 0–2 | New Radiant |
| ------------ | --- | ----------- |
|              |     | ?????       |

| Pahang FA                                                          | 3–3 | Home United FC                                              |
| ------------------------------------------------------------------ | --- | ----------------------------------------------------------- |
| Rosdi Talib 18' Indra Putra Mahayuddin 30' Bernard Tchoutang 90+1' |     | Aide Iskandar 23' Egmar Goncalves 28' Peres De Oliveira 53' |

| New Radiant         | 1–1 | Pahang FA                  |
| ------------------- | --- | -------------------------- |
| Abdulla Mohamed 85' |     | Indra Putra Mahayuddin 78' |

| Home United FC                                                         | 5–0 | Happy Valley |
| ---------------------------------------------------------------------- | --- | ------------ |
| Indra Sahdan Daud 21' Fadzuhasny Juraimi 30',70',78' R. Siva Kumar 49' |     |              |

### Các đội nhì bảng có thành tích tốt nhất
Ba đội nhì bảng có thành tích tốt nhất lọt vào vòng tứ kết.

| Đội                | ST | T | H | B | BT | BB | HS | Đ  |
| ------------------ | -- | - | - | - | -- | -- | -- | -- |
| Tampines Rovers FC | 6  | 3 | 2 | 1 | 12 | 6  | +6 | 11 |
| New Radiant        | 6  | 3 | 1 | 2 | 6  | 4  | +2 | 10 |
| Al Ahed Beirut     | 4  | 3 | 0 | 1 | 6  | 6  | 0  | 9  |
| Nebitçi Balkanabat | 6  | 2 | 2 | 2 | 11 | 11 | 0  | 8  |
| Nisa Aşgabat       | 4  | 0 | 2 | 2 | 1  | 3  | −2 | 2  |

## Vòng loại trực tiếp

### Tứ kết
| Đội 1       | TTS | Đội 2              | Lượt đi | Lượt về |
| ----------- | --- | ------------------ | ------- | ------- |
| New Radiant | 1–0 | Al-Hussein (Irbid) | 1–0     | 0–0     |
| Al-Faisaly  | 2–0 | Tampines Rovers    | 1–0     | 1–0     |
| Home United | 2–6 | Al-Nejmeh          | 0–3     | 2–3     |
| Al-Ahed     | 2–3 | Sun Hei            | 1–0     | 1–3     |

### Bán kết
| Đội 1            | TTS | Đội 2              | Lượt đi | Lượt về |
| ---------------- | --- | ------------------ | ------- | ------- |
| New Radiant      | 2–5 | Al-Faisaly (Amman) | 1–1     | 1–4     |
| Al-Nejmeh Beirut | 6–2 | Sun Hei            | 3–0     | 3–2     |

### Chung kết
| Đội 1              | TTS | Đội 2            | Lượt đi | Lượt về |
| ------------------ | --- | ---------------- | ------- | ------- |
| Al-Faisaly (Amman) | 4–2 | Al-Nejmeh Beirut | 1–0     | 3–2     |

| Vô địch AFC Cup 2005            |
| ------------------------------- |
| Al-Faisaly (Amman) Lần đầu tiên |